# پروانه (خواننده)
بتول رضایی یا پروانه یا خانم موچول (۱۲۸۹ – ۱۳۱۲) نوازندهٔ سه‌تار، تار و خوانندهٔ موسیقی دستگاهی ایرانی بود. او نخستین کسی است که صدای ساز سه‌تارش را ضبط کردند و نخستین کسی است که همزمان با نوازندگی آوازش ضبط شده است. او مادر دیگر خوانندهٔ ایرانی خاطره پروانه بود.

## زندگی
پروانه در تهران و در خانواده‌ای از قشقایی‌های شیراز متولد شد. پروانه در دربار قاجار نزد اکرام‌الدوله آواز فراگرفت و مدتی هم شاگرد رضا قلی خان نوروزی بود. او در زمستان ۱۳۰۶ حدود ۱۰ صفحه ضبط کرد که در دومین اثرش در گوشه‌های زابل و منصوری صدای سه‌تار و آوازش را ضبط کرد. همسرش خیاطی از خاندان شیخ‌الاسلامی قزوین بود و به سل مبتلا بود پروانه نیز بر اثر سل در سال ۱۳۱۲ درگذشت و در گورستان ابن‌بابویه در جنوب تهران دفن شده است.
او دو فرزند، یک پسر و یک دختر به نام اقدس خاوری داشت که با نام هنری «خاطره پروانه»، خواننده بود.
شاعرانی همچون شهریار و ملک‌الشعرای بهار در مدح و مرثیهٔ او اشعاری سروده‌اند. مثال از بهار:
| پروانه، ای موجود ظریف       |  | پروانه، ای مخلوق شریف      |
| مُردی تو ای پروانه و مُرد هنر |  | موسیقی و حسن و کمالاتی دگر |

یا از شهریار:
| پروانه به حال تو دل شمع بسوزد    |  | تنها نه دل شمع، دل جمع بسوزد     |
| بعد از تو دگر پردهٔ ساز است دریده |  | بعد از تو دگر قامت چنگ است خمیده |